# Плаксин, Михаил Андреевич
Михаил Андреевич Плаксин (24 января 1929 — 17 января 1996) — советский гребец. Мастер спорта СССР. Заслуженный тренер СССР (1967).
Четырёхкратный чемпион СССР по академической гребле: трижды в двойке без рулевого (1951, 1952, 1953) и один раз в четвёрке без рулевого (1949).
Представлял Советский Союз на Олимпийских играх в Хельсинки в 1952 году, где соревновался в двойке в паре с Василием Багрецовым.
Являлся тренером московского Центрального спортивного клуба Военно-морского флота (ЦСК ВМФ).